# Зникнення Хуана Педро Мартінеса
Зникнення Хуана Педро Мартінеса, також відомого в іспанських ЗМІ як «Хлопчик із Сомосьєрри» (ісп. el niño de Somosierra), сталося поблизу Сомосьєрри, Мадрид, Іспанія, рано вранці 25 червня 1986 року. Десятирічний Хуан Педро разом із батьками їхав у кабіні автоцистерни, що перевозила сірчану кислоту, коли автомобіль розбився на гірському перевалі Сомосьєрра. В аварії загинули обоє батьків, але останки дитини так і не знайшли. Інтерпол вважає цей випадок одним із найдивніших зникнень безвісти в Європі кінця 20 століття.

## Передісторія

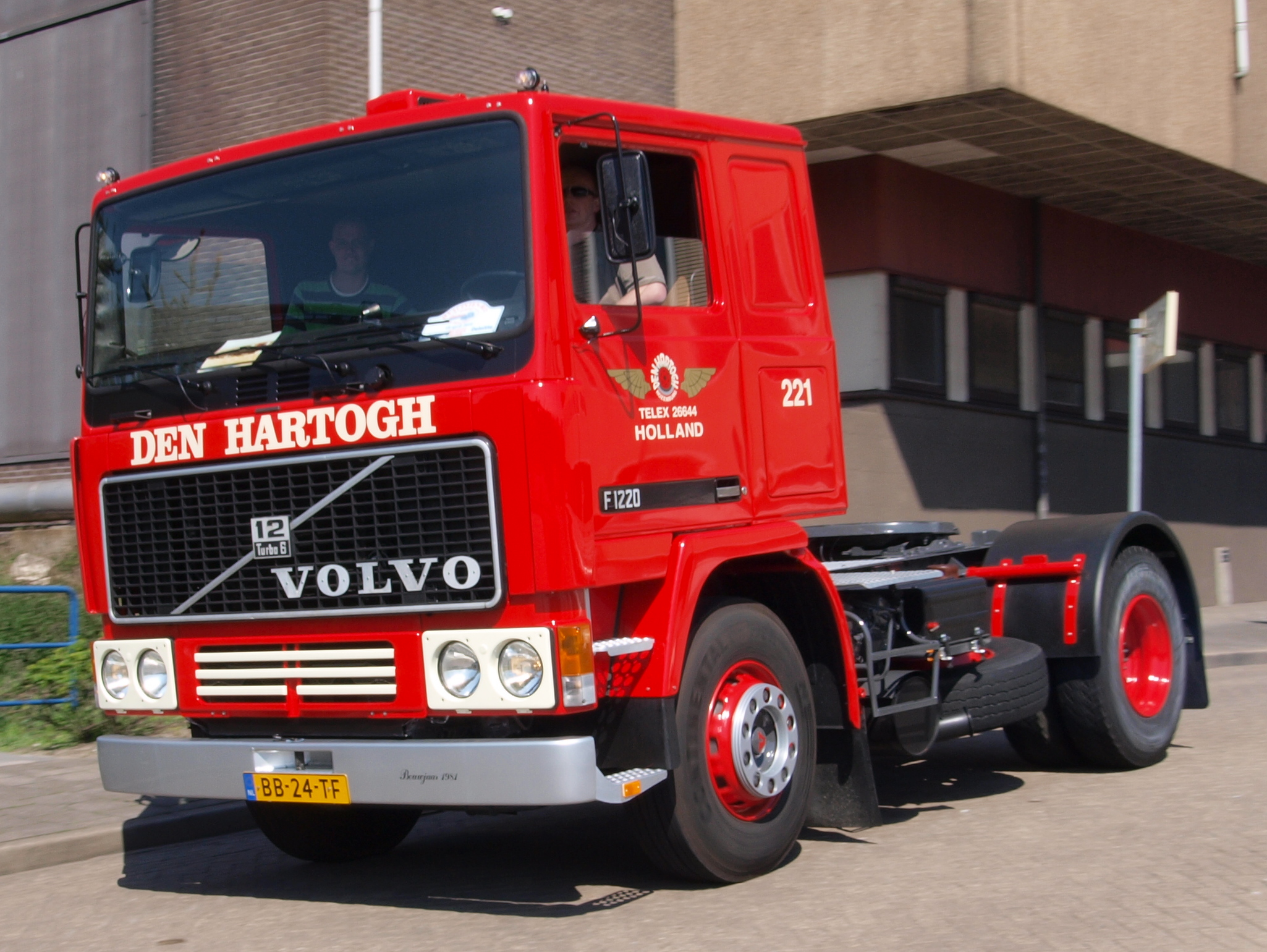
Червоний Volvo F12, схожий на той, що потрапив в аварію.

Батько Хуана Педро Мартінеса, Андрес Мартінес Наварро, отримав доручення доставити цистерну з 20 000 літрами олеума (димуча сульфатна кислота) з міста Лос-Кановас, муніципалітет Фуенте-Аламо-де-Мурсія, до північного портового міста Більбао. З ним поїхали його дружина Кармен Гомес Легас та їхній син, десятирічний Хуан Педро. За словами родичів, Андрес взяв з собою сина, щоб винагородити за хороші оцінки в школі і зробити подарунок на іменини (це був канон дня Святого Іоанна) — на зворотному шляху вони збиралися відвідати з ним Країну басків. Востаннє родину бачили живою в придорожній кав'ярні біля автомагістралі N-1 поблизу муніципалітету Кабанільяс-де-ла-Сьєрра. Офіціант добре запам'ятав їх, звернувши увагу на яскравий червоний одяг хлопчика.

## Автокатастрофа
Близько 6:30 ранку 25 червня 1986 року вантажівку Андреса, яка їхала з перевищенням швидкості близько 140 км/год (на цьому відрізку дороги дозволена швидкість не вища за 90 км/год), занесло на повороті гірського перевалу Сомосьєрра, внаслідок чого вона перекинулася. У цій аварії постраждали ще три вантажівки, але без жертв.
Кислота вилилася з розбитоїї цистерни і рятувальникам довелося спочатку нейтралізувати її, щоб вона не потрапила в річку, що протікає поруч. Новини про аварію регулярно транслювалася по іспанському телеканалу TVE. В автомобілі знайшли пошкоджені кислотою трупи Андреса та Кармен. Незабаром до поліції зателефонувала мати водія і повідомила, що з подружжям також їхав її онук. Але дитини або її трупа в кабіні не виявили, хоча знайшли касету з дитячими піснями та дитячий одяг.

## Розслідування

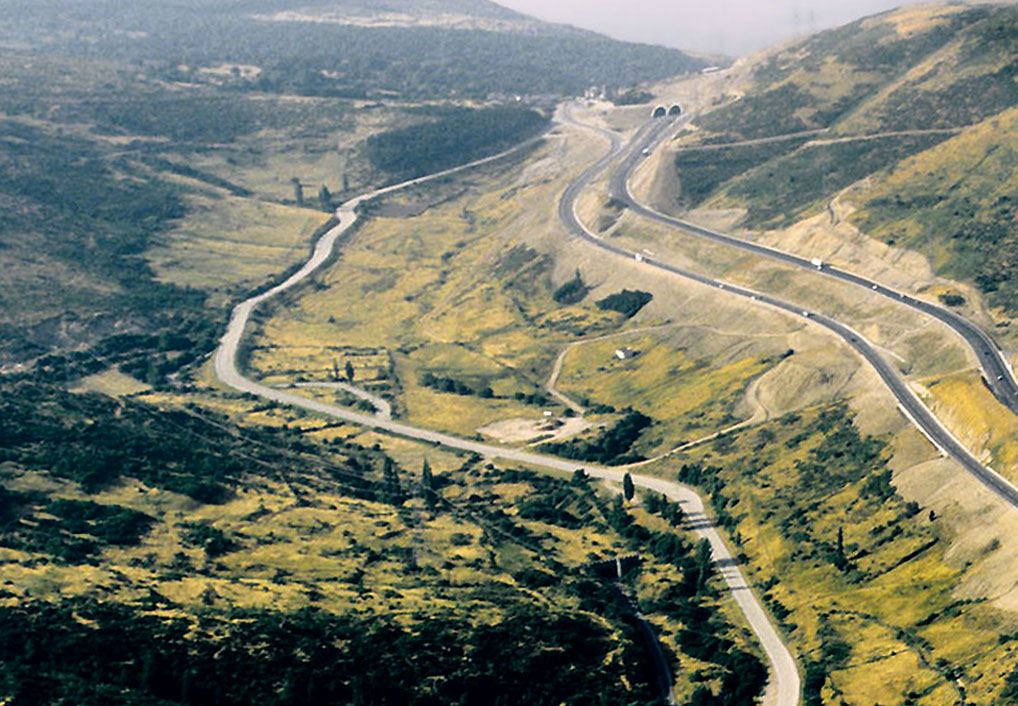
Перевал Сомосьєрра в 1993 році.

Експертиза показала, що вантажівка не мала проблем з гальмами або інших механічних несправностей. Машина нещодавно пройшла перевірку безпеки та налаштування спеціально для поїздки. Аналіз тахографа вантажівки показав, що вона здійснила загалом дванадцять коротких зупинок на останньому тринадцяти кілометровому відрізку перед аварією, не з'їжджаючи з автомагістралі. Причину цих зупинок визначити не вдалося; припущення про затор було відкинуто, оскільки рано вранці перед аварією рух на автомагістралі був незначним. Зупинки робилися приблизно на десять-п'ятнадцять секунд, найдовша тривала півхвилини.
Під час розбирання вантажівки було виявлено сліди героїну. Ніхто із батьків Хуана Педро не мав кримінального минулого за вживання чи розповсюдження заборонених наркотиків. Однак родичі Андреса розповіли слідчим, що місцева група наркоторговців змушувала його контрабандою перевозити героїн до північної Іспанії. Ця інформація суттєво змінила погляд слідчих на справу, змусивши їх припустити, що Хуан Педро міг бути викрадений контрабандистами.

## Теорії
Спочатку поліція припустила, що витік кислоти повністю розчинив тіло Хуана Педро. Однак повне розчинення людського тіла сірчаною кислотою вимагає набагато більше часу, і тіло мало бути повністю занурено в кислоту.
Також один з експертів припустив, що тіло дитини, може бути поховане під шаром землі, переміщення якої було викликано перекиданням вантажівки, а службово-розшукові собаки не змогли виявити тіло через забруднення навколишнього середовища кислотою. Але ця теорія не підтвердилася після ретельних пошуків за допомогою екскаватора.
Після виявлення героїну поліція припустила, що вантажівку Андреса переслідувала інша машина, у якій перебували злочинці, щоб стежити за його просуванням. Хлопчик міг перебувати не з батьками, а у злочинців як заручник. Ця теорія стверджує, що аварія сталася через нервовий стан Андреса внаслідок такого супроводу, або ж у результаті його спроби самому переслідувати цю машину, в якій утримували його сина. Такий сценарій міг би пояснити дивні показання тахометра вантажівки.
Деякі водії та двоє місцевих пастухів, що стали свідками аварії, повідомили про людей з іноземним акцентом, які прибули на місце аварії на білому Nissan Vanette — чоловіка середнього віку з вусами й довгим волоссям та високу біляву жінку скандинавської зовнішності, також деякі стверджували, що бачили в автомобілі літню жінку, яка з нього не виходила.
Блондинку свідки вважають медсестрою — за однією версією, вона так представилася, щоб її пропустили до вантажівки, за іншою — люди з фургону були одягнені як санітари. Відповідно до цих свідчень, ці двоє обшукали вантажівку, витягли з неї якийсь згорток, сіли з ним у свій фургон і швидко поїхали. Цим згортком і міг бути Хуан Педро. Висловлене припущення, що ці люди спробували доставити хлопчика до лікарні, але дорогою туди він помер, і іноземці, побоюючись неприємностей з іспанською поліцією, сховали тіло. Поліція дослідила понад 3000 фургонів, що відповідають цьому опису, але не змогла дати остаточних результатів.
Також існують теорії, що хлопчик міг вижити. Одна з цих версій припускає, що Хуан Педро отримав опіки від кислоти й пішов до річки, щоб промити пошкоджені місця. Понад десять тисяч людей ретельно обшукали прилеглу територію в радіусі 30 км за підтримки гелікоптерів та пошукових собак. Оскільки тіла хлопчика не виявили, це породило надію, що він може бути живий.
Поліція отримала кілька повідомлень про те, що підліток, одягнений у одяг червоного кольору, з'являвся поряд із дорогою на околицях різних містечок поруч із Сомосьєррою, але підтверджень вони не отримали. Великий інтерес викликали свідчення дівчинки з села поряд з Альбуркерке, яка стверджувала, ніби випадково зустріла брудного і голодного хлопчика років десяти, що ховався на околиці міста. За її словами, протягом трьох днів вона спілкувалася з ним та приносила йому їжу. Пізніше виявилося, що ця історія повністю нею вигадана.
Власник автошколи з Мадрида у 1987 році повідомив поліцейським, що до його майстерні зайшла літня сліпа жінка-іранка, щоб з'ясувати місцезнаходження посольства США. Її супроводжував як провідник хлопчик десяти чи одинадцяти років, який говорив з акцентом, що нагадував андалуський, і виглядав «трохи не в собі». Свідок заявляв, що цей підліток був схожий на Хуана Педро, а сліпа іранка могла бути тією літньою жінкою, яка сиділа у вищезгаданому Nissan Vanette.
Відразу після зникнення хлопчика його бабусі та дідусі розпочали широку пошукову кампанію. Вони витратили два мільйони песет на його розшук на всій території країни, розмістили 85 000 плакатів і найняли відомого в Іспанії приватного детектива Хорхе Коломара, який спеціалізувався на пошуках зниклих безвісти, але результатів це не принесло. Відомо, що родичі отримували телефонні дзвінки, у яких невідомі наполегливо вимагали припинити пошуки. Доля хлопчика досі залишається загадкою.